# Jamskaja Stiep (osiedle)
Jamskaja Stiep (ros. Ямская Степь) – osiedle typu wiejskiego w zachodniej Rosji, w sielsowiecie bolszesołdatskim rejonu bolszesołdatskiego w obwodzie kurskim.

## Geografia
Miejscowość położona jest 8,5 km od centrum administracyjnego sielsowietu bolszesołdatskiego i całego rejonu (Bolszoje Sołdatskoje), 70,5 km od Kurska.
W granicach miejscowości znajduje się ulica Ługowaja (4 posesje).

## Demografia
W 2010 r. miejscowość zamieszkiwało 9 osób.